# 吉野神宮
吉野神宮（よしのじんぐう）是位在日本奈良縣吉野郡吉野町吉野山麓的神社。建武中興十五社之一，舊社格為官幣大社（現神社本廳的別表神社）。舊社名是吉野宮。

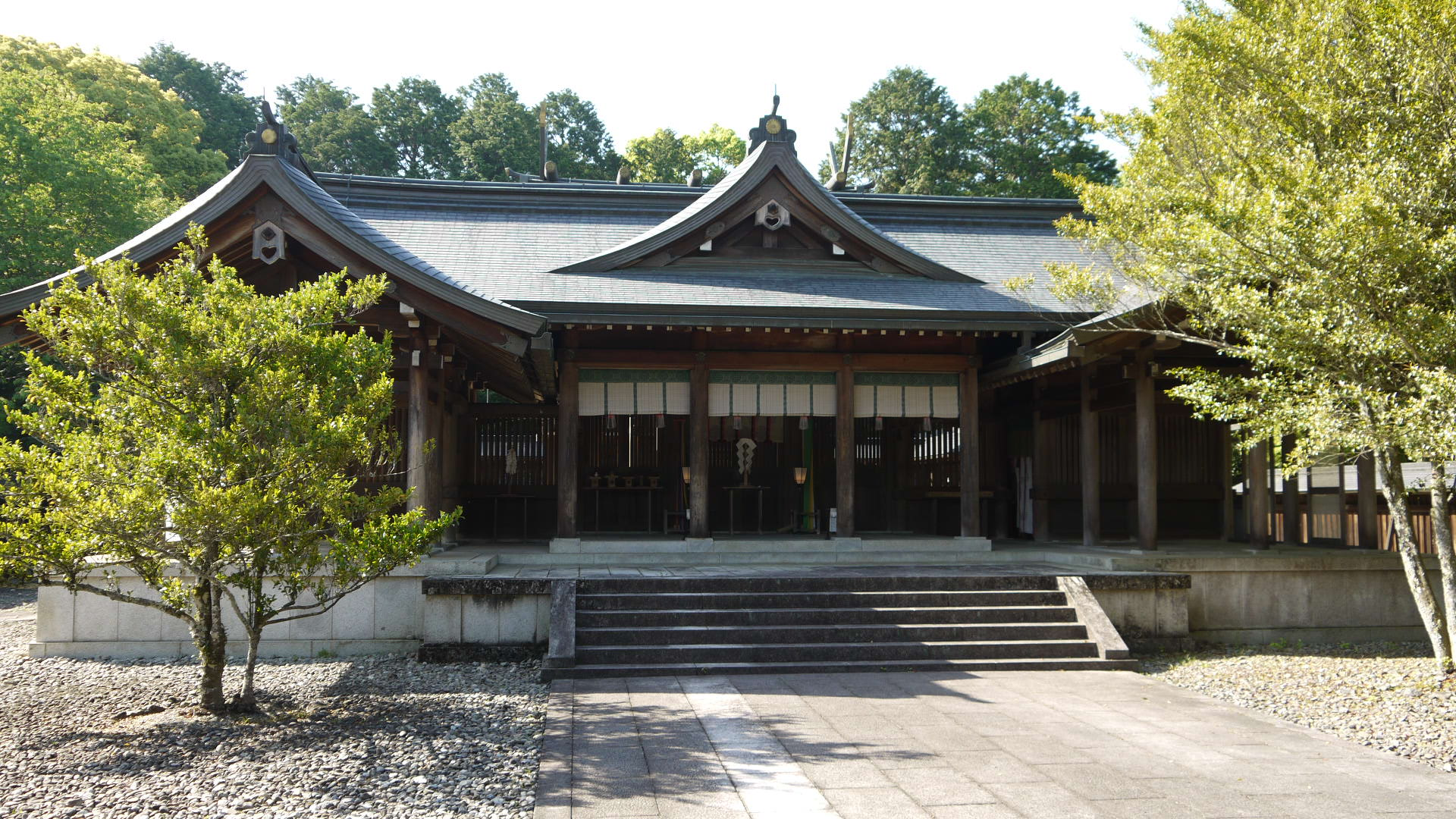
幣殿

## 歷史
明治25年（1892年），為了紀念建武中興的後醍醐天皇而創立。鎮座祭時，派遣勅使將奉安在吉水神社（舊、吉水院・南朝行宮）的後醍醐天皇像遷座至吉野神宮之本殿。

## 關連項目
- 神宮

## 外部連結
- 吉野神宮 （页面存档备份，存于）